# Desaparición de Robin Graham
Robin Ann Graham (22 de junio de 1952 - desaparecida el 15 de noviembre de 1970) fue una estudiante universitaria estadounidense que desapareció en una autopista de Los Ángeles en la madrugada del 15 de noviembre de 1970 tras sufrir una avería en su coche. Desde entonces no se supo nada de ella, ni ha habido pistas sobre su paradero o destino posterior. El caso de Robin Graham se incluye a menudo en programas de televisión centrados en personas desaparecidas.
Los agentes de la Patrulla de Carreteras de California (CHP) habían observado antes a Robin Graham parada junto a su vehículo y se habían detenido varias veces y hablado con ella. No se detuvieron una última vez cuando la observaron hablando con un joven, que ahora se cree que está implicado en su secuestro. Sus acciones fueron coherentes con la política existente. A raíz de la desaparición de Robin Graham, la política de la CHP se modificó oficialmente para garantizar la seguridad de todas las mujeres conductoras que se queden tiradas.

## Antecedentes
Robin Graham era hija de Marvin y Beverly Graham. Creció en Lemoyne Street, en el barrio de Echo Park de Los Ángeles, y se había graduado en el John Marshall High School en junio de 1970. Estudiaba en el Pierce College de Woodland Hills y trabajaba a tiempo parcial en Pier 1 Imports de Hollywood.

## Desaparición
Robin Graham fue vista por última vez por los agentes de la Patrulla de Carreteras de California aproximadamente a las 2:00 a. m. del 15 de noviembre de 1970, junto a su coche en el arcén de la autopista de Hollywood en dirección sur, cerca de la rampa de salida de Santa Mónica. La acompañaba un varón blanco de pelo oscuro, que se calcula que tenía unos veinticinco años y que conducía un Chevrolet Corvette C1 de finales de los años cincuenta, de color azul pálido o verde con imprimación. Robin había utilizado antes un buzón de llamadas para pedir a un operador de emergencias de la CHP que avisara a sus padres de que se había quedado sin gasolina. La hermana menor de Robin Graham atendió la llamada y transmitió la información a sus padres al volver a casa, aproximadamente a las 2:30 a. m. Acudieron inmediatamente al lugar, donde encontraron el coche de Robin, pero ésta había desaparecido. No se encontró ninguna nota en su coche cerrado. Los agentes de la CHP se habían detenido antes varias veces y habían hablado con Robin Graham, pero no se habían detenido cuando la vieron hablando con el joven. Los patrulleros asumieron que él era la ayuda por la que ella había llamado. Los agentes de la CHP estaban actuando de acuerdo con la política a seguir en estos casos. A raíz de este caso, la política de la CHP se modificó para garantizar la seguridad de las conductoras varadas.
Robin Graham había salido el sábado por la noche con unos amigos. Después de dejar a una amiga, Robin Graham fue dejada en su coche en el aparcamiento de Pier 1 Imports, aproximadamente a la 1:45 a. m. El informe inicial decía que Robin Graham se había ido voluntariamente en el Corvette, pero el oficial de la CHP que hizo ese informe fue interrogado y dijo que la vio en presencia del joven pero no los vio salir juntos. 
El caso fue llevado por los detectives de la División Rampart de la policía de Los Ángeles, que pensaron que la desaparición de Robin Graham estaba posiblemente relacionada con otros tres casos similares de mujeres jóvenes en los dos años anteriores, entre ellos el de Rose Tashman, una estudiante de origen israelí del San Fernando Valley State College que desapareció en 1969. Se le pinchó una rueda en la autopista de Hollywood, a pocos kilómetros del lugar donde se encontraba el coche de Robin Graham. Meses antes de la desaparición de Robin Graham, el 20 de enero de 1970, otra joven, Cindy Lee Mellin, también había desaparecido; su coche fue encontrado con una rueda pinchada, igualmente nunca ha sido encontrada. Ninguno de los otros casos se resolvió y todas las demás víctimas fueron encontradas muertas en las colinas de Hollywood. En 1975, se produjo una desaparición similar en la autopista de San Bernardino, en El Monte. Los restos óseos de Mona Jean Gallegos se encontraron casi seis meses después en un barranco de Riverside.
En el momento de su desaparición, Robin Graham tenía el pelo largo y castaño, los ojos marrones, la piel clara y medía 1,70 metros.

## Más actividad
Diecisiete años después, apareció un anuncio en los clasificados de Los Angeles Times que llamó la atención de la familia de la joven, así como del disc-jockey de la KFI Geoff Edwards, que lo leyó en antena: "QUERIDA ROBIN Te quedaste sin gasolina en la autopista de Hollywood. Un hombre en un Corvette se detuvo para ayudar. No se te ha visto desde entonces. Han pasado 17 años, pero siempre es ayer. Todavía te busco (firmado) THE ECHO PARK DUCKS". Resultó que Al Medrano, un amigo que aún vive en el barrio, simplemente quería expresar que Robin Graham no había sido olvidada.